# Bulwark Stream
Koordinaten: 78° 16′ S, 163° 32′ O
Der Bulwark Stream ist ein Schmelzwasserfluss des Koettlitz-Gletschers östlich der Felsformation The Bulwark an der Scott-Küste des ostantarktischen Viktorialands. Er fließt zunächst in nördlicher, dann in westlicher Richtung und mündet in den Trough Lake sowie ins System des Alph River.
Das New Zealand Geographic Board benannte ihn 1994 in Anlehnung an seine geografische Nähe zur Formation The Bulwark.